# Tiga Lingga (plaats)
Tiga Lingga is een bestuurslaag in het regentschap Dairi van de provincie Noord-Sumatra, Indonesië. Tiga Lingga telt 1213 inwoners (volkstelling 2010).